# Francesco Ponticelli
Francesco Ponticelli (n. 12 aprilie 1888, Siena, Toscana, Italia – d. 31 martie 1968) a fost un politician și avocat italian.